# Melinda Clarke
Melinda Clarke, född 24 april 1969 i Dana Point i Kalifornien i USA, är en amerikansk skådespelerska, bland annat känd för sin medverkan i TV-serien OC. Hon har även medverkat i flera avsnitt av CSI: Crime Scene Investigation som Lady Heater.
Hon har även medverkat i ett avsnitt i amerikanska TV-serien Förhäxad, där hon spelar en demon som förtrollar män med sång. Clarke medverkar även i serien Nikita och vampyrserien The Vampire Diaries.
Hon medverkar i ett avsnitt av Seinfeld ("The Muffin Tops").
Hon medverkar även i den svensk-amerikanska TV-serien Swedish Dicks.